# Billy-Montigny
Billy-Montigny település Franciaországban, Pas-de-Calais megyében. Lakosainak száma 8027 fő (2022. január 1.). Billy-Montigny Montigny-en-Gohelle, Méricourt, Rouvroy, Fouquières-lès-Lens és Hénin-Beaumont községekkel határos.

## Népesség
A település népességének változása:
| Lakosok száma | 8213 | 8183 | 8209 | 8150 | 8167 | 8177 | 8185 | 8117 | 8027 |
|               | 2013 | 2015 | 2016 | 2017 | 2018 | 2019 | 2020 | 2021 | 2022 |